# Chun Ju-do
Chun Ju-do (* 25. Januar 1964 in Gangwon-do, Südkorea) ist ein südkoreanischer Boxer im Superfliegengewicht.

## Profikarriere
1981 begann er erfolgreich seine Profikarriere. Am 10. Dezember 1983 boxte er gegen Ken Kasugai um den Weltmeistertitel des Verbandes IBF und siegte durch technischen K. o. in Runde 5. Diesen Titel verteidigte er insgesamt fünf Mal und verlor ihn im Mai 1985 an Elly Pical durch Knockout. 
1989 beendete er seine Karriere.